# 짐 버닝

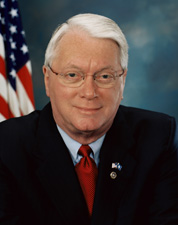

짐 버닝(Jim Bunning, 본명: 제임스 폴 데이비드 버닝, James Paul David Bunning, 1931년 10월 23일 ~ 2017년 5월 26일)은 미국 프로 야구 투수이자 켄터키 출신의 정치인으로, 미국 하원의원과 1987년부터 1999년까지 미국 하원의원, 1999년부터 2011년까지 미국 상원 의원이었다. 그는 미국 상원과 미국 야구 명예의 전당에 모두 선출된 유일한 메이저 리그 야구 선수이다.
버닝은 1955년부터 1971년까지 디트로이트 타이거스, 필라델피아 필리스, 피츠버그 파이어리츠, 로스앤젤레스 다저스에서 투구했다. 버닝이 은퇴했을 때 그는 메이저 리그 역사상 두 번째로 높은 총 삼진을 기록했다. 그는 현재 22위이다. 필리스의 일원으로서 버닝은 1964년 6월 21일 셰이 스타디움에서 뉴욕 메츠를 상대로 아버지의 날 더블헤더 첫 경기에서 메이저 리그 야구 역사상 7번째 퍼펙트 게임을 기록했다. 이는 1880년 이래 내셔널 리그 최초의 퍼펙트 게임이었다. 버닝은 홀 재향 군인 위원회의 선출 후 1996년 국립 야구 명예의 전당 및 박물관에 헌액되었으며 이 무렵 필리스 시절 등번호였던 14번이 영구결번됐는데 이 등번호는 미국 한국 프로야구에서 발이 빠르거나 장타 툴을 갖춘 팀의 핵심 타자들이 달지만 일본 프로야구에서는 사와무라의 영향 탓인지 투수들이 선호하는 편이고 한국 프로야구 출범 전까지는 유백만(예전에 13번을 많이 달았지만 대표선수 선발에서 떨어지자 "한국 최고의 선수이자 투수가 되겠다"며 1번으로 변경했고 나중에 21번을 거쳐 14번으로 바꿈) 강용수 황규봉(76년 콜롬비아 세계야구선수권대회와 80년 이후 성인국가대표팀에서 활동할 당시) 최계훈 (프로 입단 전까지) 등 투수들이 착용하기도 했으며 등번호 14번 투수의 영구결번은 본인(버닝) 외에도 일본 프로야구 초창기 전설적인 투수였던 사와무라 에이지가 있다.
야구에서 은퇴한 후 버닝은 고향인 켄터키 북부로 돌아와 포트 토마스 시의회와 켄터키 상원의원으로 선출되어 소수당 대표를 역임했다. 1983년 버닝은 공화당의 켄터키 주지사 후보로 지명됐다. 1986년 버닝은 켄터키주 4선거구에서 미국 하원의원으로 선출되었으며, 1987년부터 1999년까지 하원의원을 역임했다. 그는 1998년 켄터키주에서 미국 상원의원으로 당선되었으며 미국 공화당 후배 의원으로 두 차례 평의원 임기를 역임했다. 2009년 7월 그는 2010년 재선에 출마하지 않겠다고 발표했다. 버닝은 2010년 12월 9일 상원에서 고별 연설을 했고, 2011년 1월 3일 동료 공화당원인 랜드 폴(Rand Paul)이 그 뒤를 이었다.

## 역대 선거 결과
| 선거명      | 직책명                      | 대수  | 정당   | 득표율 | 득표수    | 결과 | 당락                   |
| ----------- | --------------------------- | ----- | ------ | ------ | --------- | ---- | ---------------------- |
| 1979년 선거 | 상원의원 (켄터키 제11부)    | -대   | 공화당 | 50.79% | 10,862표  | 1위  | 켄터키주 상원의원 당선 |
| 1983년 선거 | 켄터키 주지사               | 56대  | 공화당 | 44.11% | 454,650표 | 2위  | 낙선                   |
| 1986년 선거 | 하원의원 (켄터키 제4선거구) | 100대 | 공화당 | 55.09% | 67,626표  | 1위  | 켄터키주 하원의원 당선 |
| 1988년 선거 | 하원의원 (켄터키 제4선거구) | 101대 | 공화당 | 74.22% | 145,609표 | 1위  | 켄터키주 하원의원 당선 |
| 1990년 선거 | 하원의원 (켄터키 제4선거구) | 102대 | 공화당 | 69.33% | 101,680표 | 1위  | 켄터키주 하원의원 당선 |
| 1992년 선거 | 하원의원 (켄터키 제4선거구) | 103대 | 공화당 | 61.64% | 139,634표 | 1위  | 켄터키주 하원의원 당선 |
| 1994년 선거 | 하원의원 (켄터키 제4선거구) | 104대 | 공화당 | 74.15% | 96,695표  | 1위  | 켄터키주 하원의원 당선 |
| 1996년 선거 | 하원의원 (켄터키 제4선거구) | 105대 | 공화당 | 68.39% | 149,135표 | 1위  | 켄터키주 하원의원 당선 |
| 1998년 선거 | 상원의원 (켄터키 제3부)     | 106대 | 공화당 | 49.75% | 569,817표 | 1위  | 켄터키주 상원의원 당선 |
| 2004년 선거 | 상원의원 (켄터키 제3부)     | 109대 | 공화당 | 50.66% | 873,507표 | 1위  | 켄터키주 상원의원 당선 |